# Bush House
Bush House (Casa Bush en español) es un edificio británico ubicado en la ciudad de Londres, en el extremo sur de la calle Kingsway entre las calles Aldwych y Strand. Catalogado como un edificio protegido de grado II, fue concebido como un nuevo centro comercial importante por el industrial estadounidense Irving T. Bush, y encargado, diseñado, financiado y construido bajo su dirección. El diseño fue aprobado en 1919, las obras comenzaron en 1925 y se terminaron en 1935. Erigida por etapas, en 1929 Bush House ya había sido declarado "el edificio más caro del mundo".
Bush House sirvió como sede del Servicio Mundial de la BBC, transmitiendo desde Bush House entre 1941 y 2012. La última transmisión de la BBC desde Bush House fue el boletín de noticias BST de las 12 del día del 12 de julio de 2012, tras lo cual el Servicio Mundial de la BBC fue trasladado a Broadcasting House. La universidad King's College London se ha hecho cargo de las instalaciones desde que adquirió el contrato de arrendamiento en 2015, formando parte principalmente del Strand Campus.